# Troglohyphantes cirtensis
Troglohyphantes cirtensis is een spinnensoort in de taxonomische indeling van de hangmatspinnen (Linyphiidae).
Het dier behoort tot het geslacht Troglohyphantes. De wetenschappelijke naam van de soort werd voor het eerst geldig gepubliceerd in 1910 door Eugène Simon.